# Power-to-Fuel
Power-to-Fuel (deutsch: Strom zu Treibstoff) bezeichnet allgemein die Produktion von strombasierten synthetischen Kraftstoffen, sog. E-Fuels, für den Verkehrssektor. Der Begriff ist eine Sammelbezeichnung für verschiedene Power-to-Gas- und Power-to-Liquid-Pfade, bei denen elektrische Energie aus erneuerbaren Energien dafür genutzt wird, um entweder strombasierte Brenngase oder flüssige Treibstoffe zu erzeugen.
Als Power-to-Fuel werden unter anderem die Produktionsketten von Wasserstoff, Ammoniak, Methan und Syngas (ein Stoffgemisch aus Wasserstoff und Kohlenmonoxid) via Power-to-Gas bezeichnet. Auch die Herstellung von Methanol über die Power-to-Liquid-Technologie zählt hierzu. Ausgangspunkt ist immer die Erzeugung von Wasserstoff durch Wasserelektrolyse.
Power-to-Fuel zählt zu den sog. Power-to-X-Technologien, die im Rahmen der Sektorkopplung eine Verschränkung von Stromsektor und Verkehrssektor ermöglichen. Über Power-to-Fuel-Prozesse gewonnene synthetische Kraftstoffe gelten als wichtiger Faktor, um kaum zu elektrifizierende Verkehrsmittel wie Flugzeuge und Schiffe zu dekarbonisieren. Negativ ist jedoch der niedrige Gesamtwirkungsgrad, der weitaus geringer ist als die direkte Elektrifizierung über Elektroautos. So benötigen beispielsweise wasserstoffbetriebene Brennstoffzellenfahrzeuge mehr als doppelt so viel Energie pro Kilometer wie Elektroautos, mit Power-to-Liquid-Treibstoffen betriebene Autos mit Verbrennungsmotor sogar mehr als sechsmal so viel Energie. Aufgrund dieser Eigenschaften empfiehlt der Sachverständigenrat für Umweltfragen, den Einsatz von strombasierten synthetischen Brennstoffen vor allem auf den Flug- und Schiffsverkehr zu beschränken, um den Stromverbrauch nicht zu sehr ansteigen zu lassen.
Wichtig ist zudem, dass sich positive Effekte für Umwelt und Klima nur dann einstellen, wenn elektrische Energie ausschließlich aus erneuerbaren Energien genutzt wird. Würde hingegen Braunkohlestrom für die Gasherstellung genutzt werden, so lägen die Kohlendioxid-Emissionen eines so angetriebenen Gasautos um etwa Faktor 6 höher als bei einem Auto, das fossilen Dieselkraftstoff nutzt.